# Meister von 1328

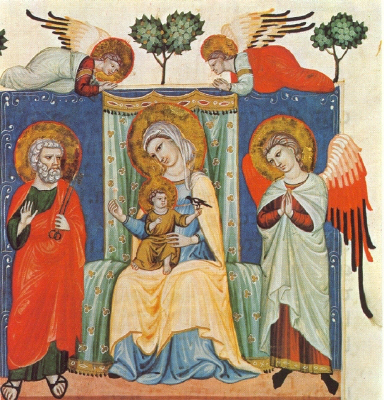
Meister von 1328: Madonna aus dem Matricola dei Merciai von 1328. Tempera auf Vellum, Museo Civico Bologna

Als Meister von 1328 wird ein Buchmaler bezeichnet, der um 1328 in Italien das Verzeichnis der Kaufleute (it. Matricola dei merciai) von Bologna illustriert hat. Das Werk wird heute im Museum der Stadt Bologna aufbewahrt.

## Stil
Noch Stil, Ikonographie und Formalismus der byzantinischen Ikonenmalerei nahestehend zeigt das Werk des Meister von 1328 schon die Übernahme in Norditalien von neuer stilistischer Form- und Farbgebung, wie sie sich auch beim Spätwerk Giottos findet. Das Schaffen des Meisters scheint das erste Beispiel solcher neueren Bildsprache in der Buchmalerei von Bologna zu sein, wenn es auch trotzdem noch dem Stil seiner Zeitgenossen in Bologna großteils treu bleibt.

## Werke (Auswahl)
- Verzeichnis der Kaufleute von Bologna (Matricola dei merciai)
- Antiphonal (Chorbuch) für das Kloster Sankt Domenico in Bologna
- Die Dekrete des Gratian (Decretum Gratiani)

Der Meister von 1328 hat vor allem weltliche, z. B. Verwaltungs- und Gesetzestexte illuminiert.

## Stilistische Verwandtschaft mit Nerio
Der Stil des Meister von 1328 wird von Kunsthistorikern als sehr eng verwandt mit dem Stil des Buchmalers gesehen, der ein Werk, heute in der Pariser Bibliothèque nationale, mit „Geschaffen von Nerio“ signiert hat (lat. Nerius Fecit).